# Louis Sutton
Pour les articles homonymes, voir Sutton.
Louis Sutton, né le 27 mai 2002, est un coureur cycliste britannique.

## Biographie
Plus jeune, Louis Sutton a pratiqué le VTT,. Il est formé au Welwyn Wheelers Cycling Club, une structure basée dans le comté de Hertfordshire. Sous les couleurs de cette équipe, il obtient de bons résultats au niveau national en 2019. Il privilégie désormais le cyclisme sur route. 
En 2021 et 2022, il court avec un club espagnol chez les amateurs. Durant cette période, il remporte deux étapes du Tour du Panama, une course par étapes aux Açores ainsi qu'une étape du Tour d'Hispanie, réservée aux cyclistes espoirs. Il se classe également deuxième d'une édition de la Rás Tailteann, avec le gain d'une étape. Après ses performances, il part en France et intègre l'AVC Aix-en-Provence en 2023. Toujours actif sur le territoire ibérique, il décroche de nouvelles victoires dans des compétitions par étapes.
Lors de la saison 2024, il s'impose sur le Tour de la Bidassoa, une épreuve par étapes réputée pour les jeunes grimpeurs en Espagne. La même année, il gagne l'étape inaugurale du Tour de Castellón. Il obtient aussi une victoire et diverses places d'honneur dans le calendrier amateur français. Au niveau international, il se fait remarquer avec la sélection britannique en terminant deuxième d'une étape de la Course de la Paix espoirs et troisième d'une étape du Tour de l'Avenir. Il finit par ailleurs sixième de l'étape reine du Tour de Grande-Bretagne, au milieu des professionnels.

## Palmarès
| - 2021 - 1re étape du Tour du Panama (contre-la-montre) - 3e du Trofeu Fira d´Agost - 2022 - Grand Prix des Açores : - Classement général - 1re étape - 2e étape de la Rás Tailteann - 5e étape du Tour du Panama (contre-la-montre) - 5e étape du Tour d'Hispanie - 2e du Mémorial Román Sáez - 2e de la Rás Tailteann | - 2023 - 1re étape Tour de la Bidassoa - 1re étape du Tour de Castellón - 3e étape du Circuito Montañés - 2e du Tour de Castellón - 2024 - Tour de la Bidassoa - 1re étape du Tour de Castellón - Grand Prix de la Saint-Pierre |  |